# 三悪人と1人の少女
『三悪人と1人の少女』（さんあくにんとひとりのしょうじょ、原題：Three Bad Men and a Girl）は、1915年に公開されたアメリカの西部劇 サイレント モノクロ映画である。
監督 フランシス・フォード 脚本グレイス・キュナード。
この映画は1915年のThe Desert Breedを想起させる。 

## キャスト
- フランシス・フォード - Joe
- ジョン・フォード - Jim
- Major Paleolagus - Shorty
- グレイス・キュナード - Grace
- Lewis Short - Sheriff
- E.J. Denecke - Sheriff's Assistant